# Wereldkampioenschappen wielrennen 2004
De wereldkampioenschappen wielrennen 2004 werden gehouden in Verona, Italië. Óscar Freire werd voor de derde maal in zijn carrière en voor de tweede keer in Verona, de winnaar bij de mannen-elite. Erik Zabel en Luca Paolini vergezelden de Spanjaard op het podium.

## Uitslagen

### Mannen elite

#### Weg
| pos.   | renner       | land      | tijd     |
| ------ | ------------ | --------- | -------- |
| Goud   | Óscar Freire | Spanje    | 6u57'15" |
| Zilver | Erik Zabel   | Duitsland | z.t.     |
| Brons  | Luca Paolini | Italië    | z.t.     |

#### Tijdrit
| pos.   | renner               | land       | tijd     |
| ------ | -------------------- | ---------- | -------- |
| Goud   | Michael Rogers       | Australië  | 57'30"12 |
| Zilver | Michael Rich         | Duitsland  | +1'12"43 |
| Brons  | Aleksandr Vinokoerov | Kazachstan | +1'25"04 |

### Mannen beloften

#### Weg
| pos.   | renner              | land        | tijd     |
| ------ | ------------------- | ----------- | -------- |
| Goud   | Kanstantsin Siwtsow | Wit-Rusland | 4u33'33" |
| Zilver | Thomas Dekker       | Nederland   | +1'01"   |
| Brons  | Mads Christensen    | Denemarken  | +1'02"   |

#### Tijdrit
| pos.   | renner          | land      | tijd     |
| ------ | --------------- | --------- | -------- |
| Goud   | Janez Brajkovič | Slovenië  | 46'56"39 |
| Zilver | Thomas Dekker   | Nederland | +19"32   |
| Brons  | Vincenzo Nibali | Italië    | +20"95   |

### Vrouwen

#### Weg
| pos.   | renner          | land      | tijd     |
| ------ | --------------- | --------- | -------- |
| Goud   | Judith Arndt    | Duitsland | 3u44'38" |
| Zilver | Tatiana Guderzo | Italië    | +10"     |
| Brons  | Anita Valen     | Noorwegen | +12"     |

#### Tijdrit
| pos.   | renner           | land        | tijd     |
| ------ | ---------------- | ----------- | -------- |
| Goud   | Karin Thürig     | Zwitserland | 30'53"65 |
| Zilver | Judith Arndt     | Duitsland   | +51"78   |
| Brons  | Zoelfia Zabirova | Rusland     | +56"35   |

## Medaillespiegel
| Plaats | Land             | Goud | Zilver | Brons | Totaal |
| 1      | Duitsland        | 2    | 3      | 1     | 6      |
| 2      | Tsjechië         | 2    | 1      | 0     | 3      |
| 3      | Nederland        | 1    | 2      | 1     | 4      |
| 4      | Australië        | 1    | 0      | 1     | 2      |
| 4      | Slovenië         | 1    | 0      | 1     | 2      |
| 6      | Zwitserland      | 1    | 0      | 0     | 1      |
| 6      | Spanje           | 1    | 0      | 0     | 1      |
| 6      | Wit-Rusland      | 1    | 0      | 0     | 1      |
| 9      | Italië           | 0    | 2      | 2     | 4      |
| 10     | Tunesië          | 0    | 1      | 0     | 1      |
| 10     | Verenigde Staten | 0    | 1      | 0     | 1      |
| 12     | Denemarken       | 0    | 0      | 1     | 1      |
| 12     | Kazachstan       | 0    | 0      | 1     | 1      |
| 12     | Noorwegen        | 0    | 0      | 1     | 1      |
| 12     | Rusland          | 0    | 0      | 1     | 1      |
| Totaal | Totaal           | 10   | 10     | 10    | 30     |